# Taylor MacDonald (1957)
Taylor MacDonald (Port of Spain, 27 agosto 1957) è un ex calciatore americo-verginiano, di ruolo difensore.
Anche il suo omonimo figlio è un calciatore.

## Carriera

### Nazionale
Il 18 febbraio 2004, scendendo in campo nella partita di qualificazione ai Mondiali contro Saint Kitts e Nevis, è diventato a 46 anni il calciatore più vecchio a disputare una partita sotto l'egida della FIFA.